# Martoba (Siantar Utara)
Martoba is een bestuurslaag in het regentschap Pematang Siantar van de provincie Noord-Sumatra, Indonesië. Martoba telt 8750 inwoners (volkstelling 2010).